# CYBRD1
CYBRD1 (англ. Cytochrome b reductase 1) – білок, який кодується однойменним геном, розташованим у людей на 2-й хромосомі. Довжина поліпептидного ланцюга білка становить 286 амінокислот, а молекулярна маса — 31 641.
| 10         |  | 20         |  | 30         |  | 40         |  | 50         |
| ---------- |  | ---------- |  | ---------- |  | ---------- |  | ---------- |
| MAMEGYWRFL |  | ALLGSALLVG |  | FLSVIFALVW |  | VLHYREGLGW |  | DGSALEFNWH |
| PVLMVTGFVF |  | IQGIAIIVYR |  | LPWTWKCSKL |  | LMKSIHAGLN |  | AVAAILAIIS |
| VVAVFENHNV |  | NNIANMYSLH |  | SWVGLIAVIC |  | YLLQLLSGFS |  | VFLLPWAPLS |
| LRAFLMPIHV |  | YSGIVIFGTV |  | IATALMGLTE |  | KLIFSLRDPA |  | YSTFPPEGVF |
| VNTLGLLILV |  | FGALIFWIVT |  | RPQWKRPKEP |  | NSTILHPNGG |  | TEQGARGSMP |
| AYSGNNMDKS |  | DSELNSEVAA |  | RKRNLALDEA |  | GQRSTM     |  |            |

A: Аланін

C: Цистеїн

D: Аспарагінова кислота

E: Глутамінова кислота

F: Фенілаланін

G: Гліцин

H: Гістидин

I: Ізолейцин

K: Лізин

L: Лейцин

M: Метіонін

N: Аспарагін

P: Пролін

Q: Глутамін

R: Аргінін

S: Серин

T: Треонін

V: Валін

W: Триптофан

Кодований геном білок за функціями належить до оксидоредуктаз, фосфопротеїнів. 
Задіяний у таких біологічних процесах, як транспорт, транспорт електронів, альтернативний сплайсинг. 
Білок має сайт для зв'язування з іонами металів, іоном заліза, гемом. 
Локалізований у мембрані.